# Henrik Brørs
Henrik Brørs (ur. 1974) – norweski kombinator norweski, srebrny medalista mistrzostw świata juniorów.
9 marca 1991 roku w Reit im Winkl podczas mistrzostw świata juniorów, zdobył srebrny medal w konkursie drużynowym (skoki + bieg 3 razy 5 kilometrów). Jego drużyna przegrała wówczas rywalizację z kombinatorami z Czechosłowacji.